# كيمياء الحرارة المنخفضة
كيمياء الحرارة المنخفضة أو الكيمياء الجليدية (بالإنجليزية: Cryochemistry)‏ هي دراسة التفاعلات الكيميائية عند درجات الحرارة المنخفضة جداً (تحت −150 °C . على هذا النحو, تكون لديها تداخل مع حقل فيزياء المواد المكثفة و لها بعض الأهمية في حقل الكيمياء الفلكية (بالإنجليزية: astrochemistry)‏.
يمكن أن تُستعمل الكيمياء الجليدية في الغالب لدراسة مركبات التفاعلات التي تتفاعل بشدة أو التفاعلات الغير مستقرة تحت شروط المختبر المعيارية. و إحدى أمثلة هذا النوع من المركبات هي فلوروهايدرايد الأرغون (بالإنجليزية: Argon fluorohydride)‏ و التي هي أحد الأنواع المستفرة تحت درجة 40 كلفن.
كانت الكيمياء المبردة موضوع اهتمام منذ أن أصبح النيتروجين السائل ، الذي يتجمد عند -210 درجة مئوية ، متاحًا بشكل شائع. تعد التفاعلات الكيميائية لدرجات الحرارة المبردة آلية مهمة لدراسة المسارات التفصيلية للتفاعلات الكيميائية عن طريق تقليل الارتباك الناتج عن التقلبات الحرارية. تشكل الكيمياء الباردة الأساس لعلم الأحياء المتجمد ، والذي يستخدم عمليات بيولوجية بطيئة أو متوقفة للأغراض الطبية والبحثية.

## سلوكيات درجات الحرارة المنخفضة

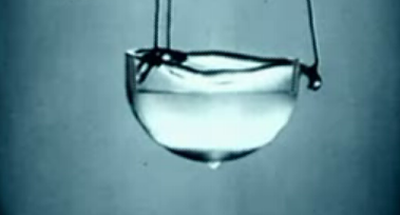
عند التبريد أسفل نقطة لامدا (عند 1 ضغط جوي) ، يُظهر الهيليوم السائل خاصية ميوعة فائقة (لاحظ انسياب الهيليوم السائل واندلاقه من على حافة البوتقة)

عند تبريد الهيليوم تحت نقطة لامدا (2.17 كلفن أو 270.98 درجة مئوية عند 1 ضغط جوي) ، يُظهر الهيليوم السائل خصائص السيولة الفائقة. ف
عندما تبرد المادة ، تنخفض الحركة النسبية للجزيئات / الذرات المكونة لها - وتنخفض درجة حرارتها. يمكن أن يستمر التبريد حتى تتوقف كل حركة ، وتختفي الطاقته الحركية للمادة . تُعرف هذه الحالة باسم الصفر المطلق وهي تشكل الأساسي لمقياس درجة حرارة كلفن ، الذي يقيس درجة الحرارة فوق الصفر المطلق. صفر درجة مئوية (درجة مئوية) تعادل درجة حرارة 273 كلفن.
عند الصفر المطلق (0 كلفن) ، تصبح معظم العناصر صلبة ، ولكن ليس كل العناصر تتصرف كما هو متوقع ؛ على سبيل المثال ، يصبح الهيليوم سائلًا غير عادي للغاية. ومع ذلك ، فإن الكيمياء بين المواد لا تختفي ، حتى بالقرب من درجات حرارة الصفر المطلق ، حيث يمكن للجزيئات / أو الذرات المنفصلة أن تتحد دائمًا لخفض طاقتها الإجمالية. سيظهر كل جزيء أو عنصر تقريبًا خصائص مختلفة عند درجات حرارة مختلفة ؛ إذا كان الجو باردًا بدرجة كافية ، فستفقد بعض الوظائف تمامًا. يمكن أن تؤدي الكيمياء الباردة إلى نتائج مختلفة جدًا مقارنة بالكيمياء القياسية التي نزاولها في مختبراتنا في ظروف درجة حرارة 20 درجة مئوية وتحت 1 ضغط جوي. فقد تتوفر طرق كيميائية جديدة للمواد في درجات حرارة شديدة البرودة ، مثل تكوين فلوروهيدريد الأرجون ، وهو مركب مستقر عند 17 كلفن أو أقل (−256.1 درجة مئوية) ، رغم أن الأرجون غاز نبيل ومن المفترض أنه لا يتفاعل.

## طرق التبريد
انظر أيضًا: التبريد بالليزر
إحدى الطرق المستخدمة لتبريد الجزيئات إلى درجات حرارة قريبة من الصفر المطلق هي التبريد بالليزر. في عملية تبريد دوبلر ، يتم استخدام الليزر لإزالة الطاقة من إلكترونات جزيء معين لإبطاء أو تبريد الجزيء. هذه الطريقة لها تطبيقات في ميكانيكا الكم وترتبط بمصائد الجسيمات و مكثفات بوز-آينشتاين . تستخدم كل هذه الطرق "مصيدة" تتكون من أشعة ليزر موجهة إلى زوايا استوائية متعاكسة على نقطة معينة في الفضاء. تضرب الأطوال الموجية من أشعة الليزر في النهاية الذرات الغازية والإلكترونات الخارجية المغزلية . هذا الاصطدام للأطوال الموجية يقلل من الطاقة الحركية للجزيئات فيحدث إبطاء أو تبريد الجزيئات. كما تم استخدام التبريد بالليزر للمساعدة في تحسين الساعات الذرية والبصريات الذرية. لا تركز الدراسات الفائقة البرودة عادة على التفاعلات الكيميائية ، بل هي تركز بالأحرى على الخصائص الكيميائية الأساسية، فإن خواص المادة المادة تتغير شديدا بانخفاض درجة حرارتها ، مثال على ذلك الميوعة الفائقة للهيليوم و الموصلية الفائقة لبعض السبائك.
بسبب درجات الحرارة المنخفضة للغاية ، يعد تشخيص الحالة الكيميائية مشكلة رئيسية عند دراسة الفيزياء والكيمياء في درجات الحرارة المنخفضة. التقنيات الأساسية المستخدمة اليوم هي بصرية ؛ توفر العديد من أنواع التحليل الطيفي ، تتطلب جهازًا خاصًا به نوافذ مفرغة توفر وصولاً بدرجة حرارة الغرفة إلى العمليات المبردة.

## راجع أيضًا
- الكيمياء الحرارية
- تبريد عميق
- مكثف بوز-أينشتاين